# Bröllop, begravning och dop – filmen
Bröllop, begravning och dop – filmen är en svensk dramafilm från 2021 regisserad av Colin Nutley efter ett manus av Colin Nutley och Helena Bergström. Filmen är en fristående fortsättning på TV-serien Bröllop, begravning och dop från 2019.

## Handling
Familjerna Öhrn och Seger ska fira jul och nyår tillsammans.

## Rollista
- Helena Bergström — Grace Öhrn
- Maria Lundqvist — Michelle Seger
- Marie Göranzon — Louise Lööf
- Robert Gustafsson — kyrkoherden Henrik Wahlmark
- Johan H:son Kjellgren — Carl-Axel Öhrn
- Molly Nutley — Meja Öhrn
- Angelika Prick — Sunny Seger
- Andreas T. Olsson — Valentin Öhrn
- Helena af Sandeberg — Veronica Strålin
- Jan Malmsjö — Rolf Öhrn
- Peter Harryson — Conny Karlsson
- Philip Zandén — Samuel
- Tomas von Brömssen — Ingmar Strålin
- Alexander Karim — Schiff
- Klas Wiljergård — Emil Bergkvist
- Jonathan Fredriksson — Damien Seger

## Mottagande
Filmen fick ett övervägande negativt mottagande bland kritikerna medan biopubliken gillade filmen bättre. Filmen landade på ett snittbetyg på 2,5 på kritiker.se och 1,5 på Svensk filmdatabas.
Bröllop, begravning och dop – filmen sågs av 29 623 biobesökare i Sverige 2021 vilket gjorde det till den sjunde mest sedda svenska filmen på bio det året.